# قاتل فرقه
قاتل فرقه (انگلیسی: Cult Killer) یک فیلم جنایی و دلهره‌آور آمریکایی محصول سال ۲۰۲۴ به کارگردانی جان کییز و نویسندگی چارلز برنلی با بازی آلیس ایو و آنتونیو باندراس است.
این فیلم در ۱۹ ژانویه ۲۰۲۴ در ایالات متحده اکران شد.

## داستان
زمانی که یک کارآگاه خصوصی برجسته به قتل می‌رسد، دستیار او پرونده را به دست می‌گیرد. با پیشروی تحقیقات، او مجبور می‌شود برای کشف رازهای هولناک شهر و اجرای عدالت برای قربانیان، با قاتل وارد یک اتحاد خطرناک شود…

## تولید
فیلمبرداری در ایرلند انجام شد و در سپتامبر ۲۰۲۲ تکمیل شد.

## بازخوردها
در وب‌سایت جمع‌آوری نقد راتن تومیتوز ۴۲ درصد از نظرات ۱۲ منتقد مثبت هستند، با میانگین امتیاز ۵ از ۱۰ بر اساس رای ۱۲ منتقد.